# Bulbophyllum pentastichum
Bulbophyllum pentastichum là một loài phong lan thuộc chi Bulbophyllum.